# Weissia groenlandica
Weissia groenlandica là một loài rêu trong họ Pottiaceae. Loài này được Kindb. mô tả khoa học đầu tiên năm 1897.